# Ультрафіолетова спектроскопія
Ультрафіоле́това спектроскопі́я, УФ-спектроскопі́я — розділ спектроскопії, що займається отриманням, дослідженням і застосуванням спектрів випромінювання, поглинання і віддзеркалення в УФ-області спектру від 400 нм до 10 нм. Дослідженням спектрів в області 200—10 нм займається вакуумна спектроскопія. В області спектру 400–200 нм використовують прилади, побудовані на тих же оптичних схемах, що і для видимої області спектру; відмінність полягає лише в заміні скляних призм, лінз і ін. оптичних деталей на кварцові. При вимірюванні інтенсивності УФ-випромінювання як еталон застосовують джерела, що мають в УФ-області спектру відомий розподіл спектральної яскравості (стрічкова вольфрамова лампа, вугільна дуга, а також синхротронне випромінювання); стандартними приймачами в цій області спектру є термопара і градуйовані фотоелементи.

## Використання

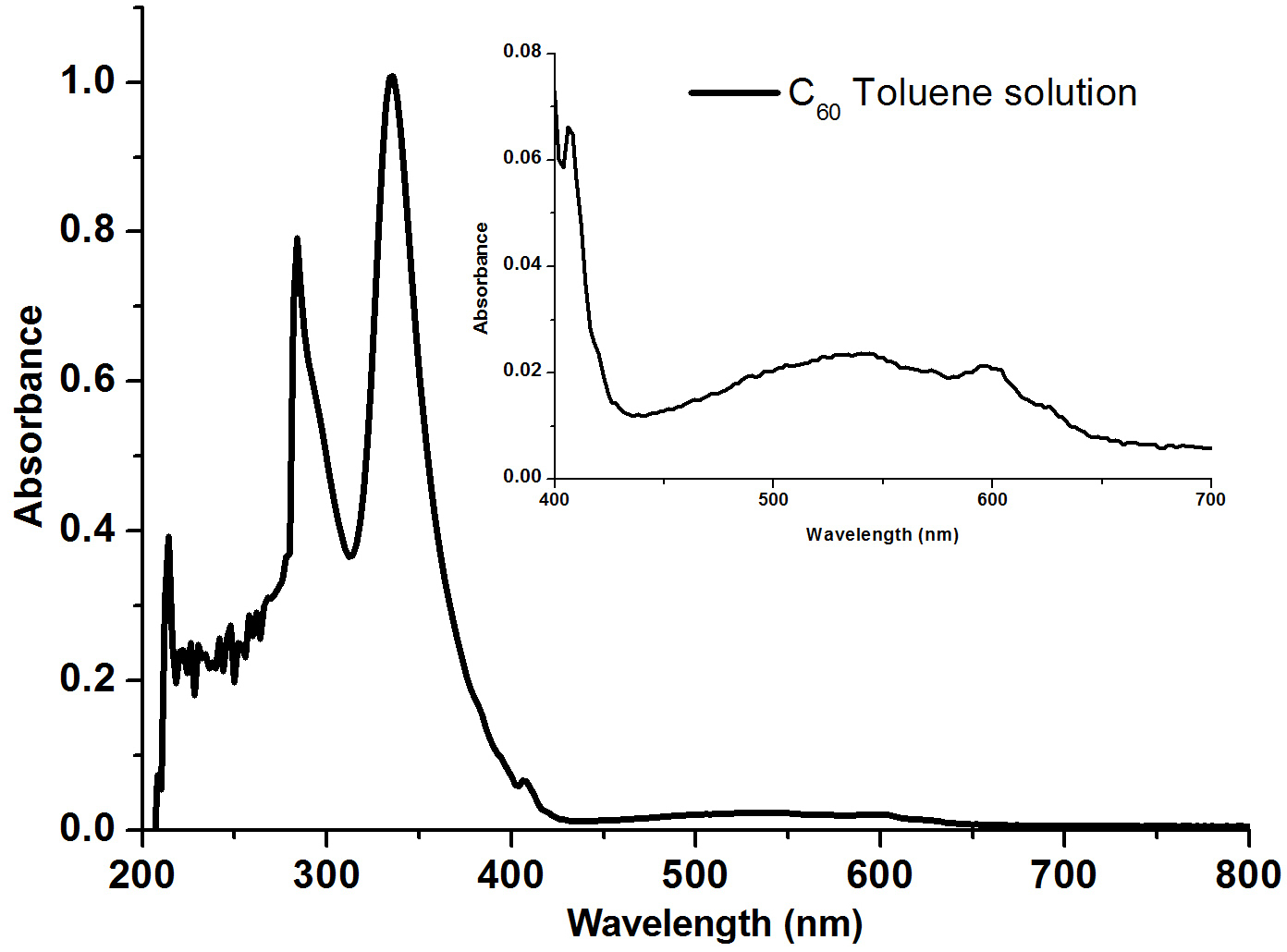
УФ спектр фулерену С_{60} в толуені.

Ультрафіолетова спектроскопія застосовується при дослідженні атомів, іонів, молекул і твердих тіл для вивчення їх рівнів енергії, імовірності переходів та інших характеристик. В УФ-області спектру лежать резонансні лінії нейтральних, одно- й двократно іонізованих атомів, а також спектральні лінії, випромінені збудженими конфігураціями високоіонізованих атомів. Електронно-коливально-обертальні смуги молекул в основному також розташовуються в ближній УФ-області спектру. Тут також зосереджені смуги поглинання в спектрах більшості напівпровідників, що виникають при прямих переходах з валентної зони в зону провідності. Багато хімічних сполук дають сильні смуги поглинання в УФ-області, що створює переваги використовування ультрафіолетової спектроскопії в спектральному аналізі. Має велике значення для позаатмосферної астрофізики при вивченні Сонця, зірок, туманностей.